# Pytest
Pytest - это фреймворк для тестирования программного обеспечения на языке Python, который позволяет разработчикам создавать и запускать тесты для проверки корректности работы своих программ.
Одной из ключевых функций pytest является параметризация тестов, которая позволяет запускать один и тот же тест с разными входными данными, что существенно упрощает процесс тестирования и уменьшает количество кода.
Кроме того, pytest предоставляет фикстуры, которые позволяют создавать и использовать повторно код, необходимый для настройки и очистки тестового окружения. Это помогает уменьшить количество кода и сделать тесты более эффективными.
Еще одной важной функцией pytest является переопределение assert, которое позволяет получать более подробные сообщения об ошибках при неудаче теста. Это помогает разработчикам быстрее обнаруживать и исправлять ошибки в коде.
Pytest также предоставляет функцию фильтрации тестов, которая позволяет выбирать, какие тесты запускать, и как они должны себя вести. Это помогает разработчикам сосредоточиться на конкретных аспектах программы и ускорить процесс тестирования.

## Внешние ссылки
- pytest.org (англ.) — официальный сайт Pytest
- https://pypi.org/project/pytest/
- https://docs.pytest.org

1. ↑  Release 8.4.1 — 2025.